# ビスムチン
ビスムチン (bismuthine) は、ビスマスの水素化物にあたる無機化合物で、アンモニアの類縁体としてはもっとも重い分子である。沸点は 16.8 ℃ と予想されているが、それよりも低い温度で分解を起こしてしまう。この分子は H−Bi−H 結合角がそれぞれほぼ 90 ° の、ピラミッド構造をとっていると予想されている。IUPAC系統名はビスムタン (bismuthane)。ほか、水素化ビスマスとも呼ばれる。

## 合成法
ビスムチンは、メチルビスムチン ({\displaystyle {\ce {BiH2CH3}}}) の不均化により得られる。
{\displaystyle {\ce {3BiH2CH3 -> 2BiH3\ + Bi(CH3)3}}}

## 性質
ビスムチンは、アルシン (AsH3) やスチビン (SbH3) よりもさらに不安定で、下式のように元素単体への分解を起こしてしまう。
{\displaystyle {\ce {2BiH3 -> 3H2\ + 2Bi}}}   ΔHf'ogas = −278 kJ/mol
法医学などでヒ素の検出法として知られるマーシュ法 (Marsh test) は、ビスマスの検出にも使える。この検出法は、第15族元素 (As, Sb, Bi) を含む検体を金属亜鉛と硫酸で処理して第15族元素の水素化物を揮発させ、続く熱分解で元素単体としてガラス容器へ鏡状に付着させる手法である。この手法で検出される第15族元素のなかで、ヒ素は次亜塩素酸ナトリウムの水溶液に、アンチモンは多硫化アンモニウムの水溶液に溶けることから区別できる。ビスマスはそれらのどちらにも溶けない。

## 有機ビスムチン
有機化学において、水素化ビスマスを親化合物として一般式が RR1R2Bi（置換基は H または有機基）と表される一連の誘導体をビスムチンと称する。